# Maziaya
Maziaya is een bestuurslaag in het regentschap Nias Utara van de provincie Noord-Sumatra, Indonesië. Maziaya telt 1734 inwoners (volkstelling 2010).